# Неодамоди
Неодамоди (грч. νεοδαμώδεις) су били хелоти ослобођени након службе у спартанској војсци као хоплити.

## Историја
Време њиховог првог појављивања је непознато. Тукидид не објашњава порекло ове групе хелота. Први познати неодамоди појављују се након Брасидине експедиције у Пелопонеском рату (424. година п. н. е.). Служили су спартанску војску до 369. године п. н. е. Око 2000 неодамода учествовало је у армији војсковође Агесилаја II у његовом походу у Јонији (396-394. п. н. е.). 